# 塔拉 (阿雷佐省)

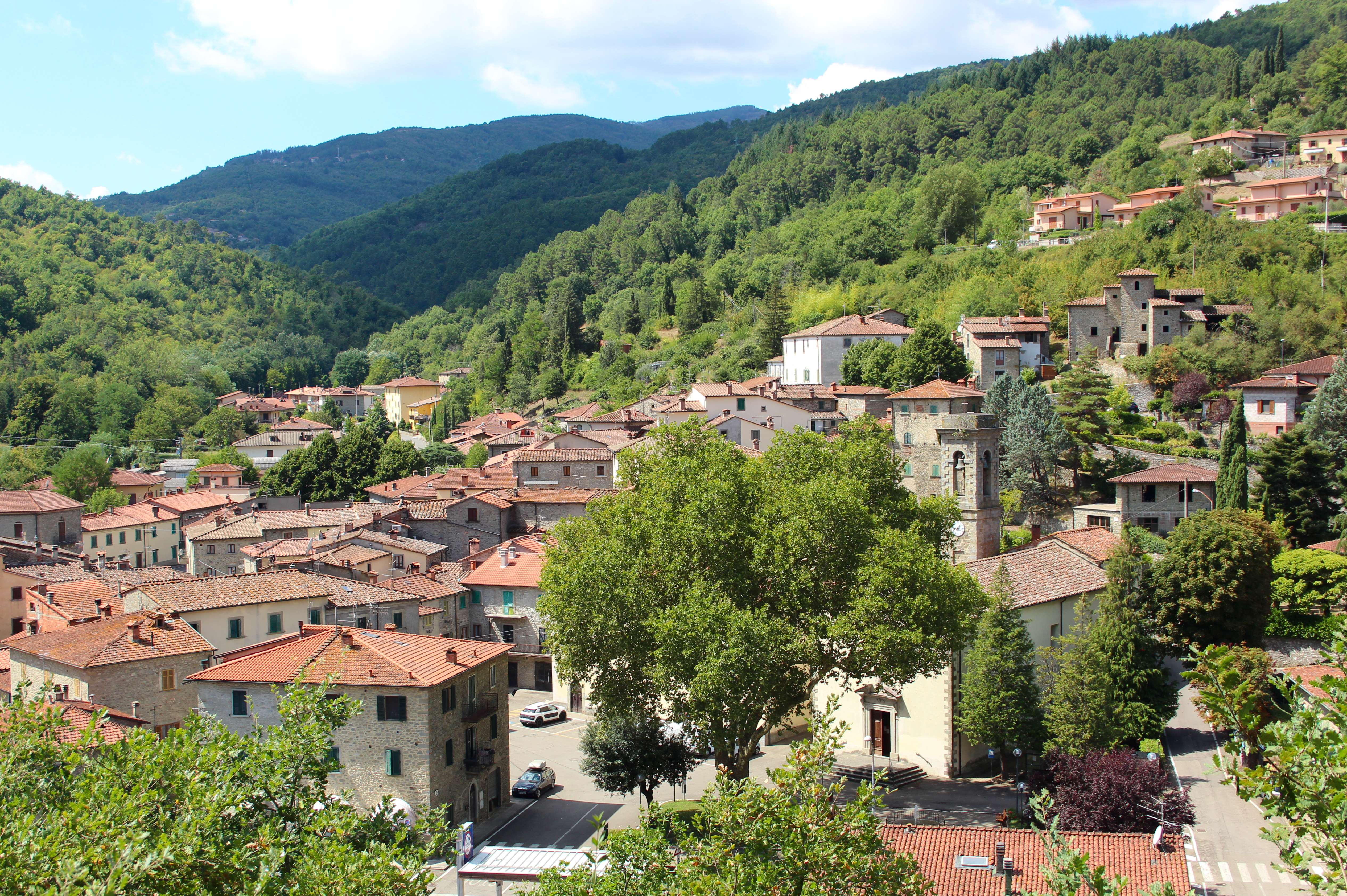
塔拉

塔拉（義大利語：Talla）是意大利托斯卡纳大区阿雷佐省的市镇。市镇面积为60.05平方公里，2005年人口数量为1,170人。